# ECSTACY
「ECSTACY」（エクスタシー）は、諸星和己の2作目のシングル。1994年12月16日発売。発売元はポニーキャニオン。

## 収録曲
1. ECSTACY 作詞：原真弓　作曲：太田美知彦　編曲：松井寛）
2. WINNERS OF THE HEART（作詞：Linda Green-Okumoto　作曲・編曲：Ryo Okumoto）

| スタブアイコン | サブスタブ | この項目は、まだ閲覧者の調べものの参照としては役立たない、シングルに関連した書きかけの項目です。この項目を加筆・訂正などしてくださる協力者を求めています（P:音楽/PJ:楽曲）。 |